# Josef Tritz
Josef Tritz (* 22. November 1902; † 5. Oktober 1986) war ein deutscher Beamter.

## Leben
Tritz war ab dem 1. April 1953 der vierte Präsident der Oberpostdirektion Köln. Am 30. November 1967 trat er in den Ruhestand. In Würdigung seiner Verdienste erhielt er 1967 das Große Verdienstkreuz der Bundesrepublik Deutschland.
Seit 1923 war er Mitglied der katholischen Studentenverbindung KDStV Rappoltstein (Straßburg) Köln.

## Schriften
- Der Dienst bei der Deutschen Bundespost, Bd. 1 – Hamburg, Berlin, Bonn, 1957 (Leitfaden im Auftrag des Bundesministeriums für das Post- und Fernmeldewesen)